# Allar Levandi
Allar Levandi (auparavant russe : Аллар Антивич Леванди, Allar Antivitch Levandi), né le 28 décembre 1965 à Tallinn en RSS d'Estonie, est un coureur du combiné nordique soviétique. Il a également concouru sous les couleurs estoniennes. Il est médaillé de bronze en individuel aux Jeux olympiques de 1988 à Calgary. Dans sa carrière, il n'a jamais connu de victoire en Coupe du monde, mais est monté sur onze podiums et a terminé deuxième de l'édition 1990 de la Coupe du monde.

## Biographie

### Carrière sportive
Chez les juniors, il est le meilleur coureur soviétique, avec trois titres nationaux dans la catégorie de 1981 à 1983.
Il est double médaillé aux Championnats du monde junior en 1984 (en bronze par équipes) et 1985 (en or par équipes). En 1985, il fait ses débuts dans la Coupe du monde à Lahti (18e). Déjà en janvier 1986, il compte une cinquième place à Murau.
À l'entame de la saison 1986-1987, Levandi monte sur son premier podium individuel en Coupe du monde à la manche de Canmore. Lors des Championnats du monde à Oberstdorf, il décroche la médaille de bronze à la compétition par équipes ainsi que la quatrième place en individuel.
L'hiver suivant, il est très peu présent en Coupe du monde, mais réussit la course individuelle la plus importante, celle des Jeux olympiques de Calgary, où il s'empare de la médaille de bronze. Après une bonne saison en 1988-1989 (1 podium), il affiche son meilleur bilan en 1989-1990. En effet, il totalise sept podiums (0 victoire) et une sixième place pour seul autre résultat, le plaçant deuxième du classement général derrière l'Autrichien Klaus Sulzenbacher. Sur la dernière manche à Hamar, alors derrière Sulzenbacher au classement, il décide de ne pas sauter.
En 1991, il est cinquième de la Coupe du monde et quatrième des Championnats du monde à Val di Fiemme.
Il est sixième en individuel aux Jeux olympiques d'hiver de 1992 à Albertville.
En décembre 1992, il ajoute un onzième et ultime podium à sa collection dans la Coupe du monde en finissant deuxième à Courchevel.
Allar Levandi est au départ de ses troisièmes jeux olympiques en 1994 à Lillehammer, où il est douzième en individuel et quatrième par équipes. Dixième de la Coupe du monde cette année, il se retire de la compétition.

### Autres activités
Après sa carrière sportive, Levandi est devenu entraîneur de combiné nordique se trouvant à la tête de l'équipe nationale d'Estonie entre 1998 et 2002. Il est le propriétaire d'une chaîne de magasins d'articles sportifs en Estonie.
Dans les années 2010, il est membre exécutif du Comité olympique estonien. À partir de 2016, il est membre du board de l'Association estonienne de tennis.

### Vie privée
Il se marie avec la patineuse artistique Anna Kondrashova, qu'il a rencontrée aux Jeux olympiques de Calgary en 1988.

## Palmarès

### Jeux olympiques
| Épreuve / Édition | Calgary 1988 | Albertville 1992 | Lillehammer 1994 |
| Individuel        | Bronze       | 6e               | 12e              |
| Par équipes       |              | 9e               | 4e               |

### Championnats du monde
| Épreuve / Édition | Seefeld 1985 | Oberstdorf 1987 | Lahti 1989 | Val di Fiemme 1991 |
| Individuel        |              | 4e              | 8e         | 4e                 |
| Par équipes       | 4e           | Bronze          | 4e         |                    |

### Coupe du monde
- Meilleur classement général : 2e en 1990.
- 11 podiums individuels : 6 deuxièmes places et 5 troisièmes places.

#### Différents classements en Coupe du monde
| Année     | Classement général final |
| 1985-1986 | 13e                      |
| 1986-1987 | 6e                       |
| 1987-1988 | 21e                      |
| 1988-1989 | 7e                       |
| 1989-1990 | 2e                       |
| 1990-1991 | 5e                       |
| 1991-1992 | 13e                      |
| 1992-1993 | 5e                       |
| 1993-1994 | 10e                      |

### Championnats du monde junior
- Médaille de bronze par équipes en 1984 à Trondheim.
- Médaille d'or par équipes en 1985 à Randa.

## Distinctions
Élu sportif estonien de l'année en 1988. Il porte le drapeau estonien aux Jeux olympiques en 1994 et 2002.